# Schizotetranychus euphorbiae
Schizotetranychus euphorbiae är en spindeldjursart som beskrevs av Livshits och P. Mitrofanov 1968. Schizotetranychus euphorbiae ingår i släktet Schizotetranychus och familjen Tetranychidae. Inga underarter finns listade i Catalogue of Life.